# Mendozasaurus neguyelap
Mendozasaurus neguyelap es la única especie conocida del género extinto Mendozasaurus de dinosaurio saurópodo lonkosáurido, que vivió a finales del periodo Cretácico, entre 89 a 86 millones de años, durantae el Coniaciense, en lo que es hoy Sudamérica. Es el primer dinosaurio descubierto en la provincia de Mendoza, Argentina y su estudio ha revelado importantes aspectos filogenéticos.. Pertenece al clado Titanosauria y fue descubierto por el paleontólogo mendocino Dr. Bernardo Javier González Riga. 

## Descripción
Mendozasaurus fue un titanosaurio de tamaño medio a grande (entre 18 y 30 metros de longitud). Dentro de los titanosaurios, actualmente se incluye dentro de los Colossosauria, un grupo de gigantescos herbívoros entre los que se cuentan las especies terrestres más gigantescas conocidas del Cretácico, y probablemente, de todas las épocas geológicas. El clado de los colososaurios fue propuesto por Bernardo Javier González Riga, Matthew Lamanna y colegas en el año 2019.
A diferencia de otros dinosaurios saurópodos, Mendozasaurus poseía un cuello relativamente robusto en la base, dado por la extraordinaria expansión de las espinas neurales de las vértebras cervicales, las cuales tenían forma de "abanico" y eran más anchas que los centros vertebrales. Además poseía sobre su espalda grandes placas óseas de hasta 20 centímetros. Esta especie vivía en ambientes de ríos meandriformes con amplias llanuras de inundación y bosques de coníferas, junto con diversas tortugas de agua dulce y dinosaurios carnívoros. Probablemente Mendozasaurus se desplazaba en manadas cerca de los grandes ríos, quedando luego sus cadáveres expuestos a carroñeros y crecientes que cubrían episódicamente las llanuras fluviales. Los restos encontrados del ejemplar holotipo comprenden vértebras caudales articuladas, varias vértebras cervicales, una vértebra dorsal y numerosos huesos desarticulados de las extremidades. Se han realizado varios estudios anatómicos sobre este dinosaurio, publicados en los años 2003, 2005, 2007 y 2018, siendo uno de los dinosaurios mejor analizados en América del Sur.
Mendozasaurus neguyelap está presentado por distintos elementos esqueletales procedentes de una misma localidad (Arroyo Seco, edad Coniaciano; Formación Sierra Barrosa). Una revisión detallada ha sido publicada por González Riga et al (2018) incluyendo las siguientes autapomorfías: (1) vértebras cervicales medias y posteriores con espinas neurales altas y transversalmente expandidas de manera que son más anchas que los centros. Estas expansiones se forman por expansiones laterales de las láminas espinodiapofisiales, las cuales no se conectan con las láminas pre- o postzigapofisiales; (2) vértebras caudales anteriores (excluyendo la más anterior) con una expansión ventrolateral en las prezigapófisis; y (3) humero con un cóndilo distal lateral dividido en la cara anterior. Nuevos restos demuestran que las vértebras presacras de Mendozasaurus no fueron usualmente tan cortas anteroposteriormente como previamente se habían descrito. Estudios comparativos permiten interpretar que la fórmula falangeal de Mendozasaurus era 2-2-2- 2-0, sobre la base de huesos desarticulados de un pie derecho completo. Mendozasaurus fue analizado filogenéticamente obteniendo como resultado que es un integrante basal del clado Lognkosauria, el cual incluye a los titanosaurios Futalognkosaurus, Argentinosaurus, Notocolossus, Patagotitan y Puertasaurus. Una posición basal de este clado está bien sustentada en este análisis.

## Descubrimiento e investigación
Su nombre significa "el primer gran reptil de Mendoza" y posee una raíz hispana por "Mendoza", del griego saurus por reptil y huarpe, lengua de los nativos americanos de Mendoza, por neguy , el primero y yelap, bestia. Los restos de Mendozasaurus fueron descubiertos y excavados por Bernardo Javier González Riga en el extremo sur del departamento de Malargue, provincia de Mendoza, entre los años 1998 y 2011. En el mismo sitio se han hallado ejemplares de diferente tamaño. 

## Clasificación
En su análisis filogenético, Calvo y colegas encuentran a Mendozasaurus como un miembro de Titanosauridae o Lithostrotia, dependiendo de la definición que se use, estando cercanamente emparentado con Futalognkosaurus. De esta manera definen un nuevo clado que contiene a Futalognkosaurus y Mendozasaurus, su ancestro común y todos sus descendientes, al que llamaron Lognkosauria. Los autores encontraron que Malawisaurus debió pertenecer a un grupo hermano de este clado.
Un análisis filogenético realizado por González Riga et al. (2018) determinó que Mendozasaurus es el miembro más basal de Lognkosauria, incluyendo a Futalognkosaurus y a los gigantescos titanosaurios Argentinosaurus, Notocolossus, Patagotitan y Puertasaurus.

### Filogenia
Un análisis filogenético realizado por González Riga y colaboradores en 2018 recuperó a Mendozasaurus como el miembro más basal del clado Lognkosauria, el cual incluye también a Futalognkosaurus y a los gigantescos titanosaurios Argentinosaurus, Notocolossus, Patagotitan y Puertasaurus.
Posteriormente, otro estudio publicado por Navarro et al. en 2022 propuso una alternativa filogenética, en la que Mendozasaurus se encuentra más derivado dentro del grupo, junto a Austroposeidon.
Los siguientes cladogramas muestran la posición de Mendozasaurus dentro de Lognkosauria según ambas investigaciones:
|  | Argentinosaurus                                                                             |
|  |                                                                                             |
|  | \| \| Notocolossus \| \| \| \| \| \| Patagotitan \| \| \| \| \| \| Puertasaurus \| \| \| \| |
|  |                                                                                             |
|  | Notocolossus                                                                                |
|  |                                                                                             |
|  | Patagotitan                                                                                 |
|  |                                                                                             |
|  | Puertasaurus                                                                                |
|  |                                                                                             |

|  | Notocolossus |
|  |              |
|  | Patagotitan  |
|  |              |
|  | Puertasaurus |
|  |              |

|  | Argentinosaurus                                                                             |
|  |                                                                                             |
|  | \| \| Notocolossus \| \| \| \| \| \| Patagotitan \| \| \| \| \| \| Puertasaurus \| \| \| \| |
|  |                                                                                             |
|  | Notocolossus                                                                                |
|  |                                                                                             |
|  | Patagotitan                                                                                 |
|  |                                                                                             |
|  | Puertasaurus                                                                                |
|  |                                                                                             |

|  | Notocolossus |
|  |              |
|  | Patagotitan  |
|  |              |
|  | Puertasaurus |
|  |              |

|  | Argentinosaurus                                                                             |
|  |                                                                                             |
|  | \| \| Notocolossus \| \| \| \| \| \| Patagotitan \| \| \| \| \| \| Puertasaurus \| \| \| \| |
|  |                                                                                             |
|  | Notocolossus                                                                                |
|  |                                                                                             |
|  | Patagotitan                                                                                 |
|  |                                                                                             |
|  | Puertasaurus                                                                                |
|  |                                                                                             |

|  | Notocolossus |
|  |              |
|  | Patagotitan  |
|  |              |
|  | Puertasaurus |
|  |              |

|  | Argentinosaurus                                                                             |
|  |                                                                                             |
|  | \| \| Notocolossus \| \| \| \| \| \| Patagotitan \| \| \| \| \| \| Puertasaurus \| \| \| \| |
|  |                                                                                             |
|  | Notocolossus                                                                                |
|  |                                                                                             |
|  | Patagotitan                                                                                 |
|  |                                                                                             |
|  | Puertasaurus                                                                                |
|  |                                                                                             |

|  | Notocolossus |
|  |              |
|  | Patagotitan  |
|  |              |
|  | Puertasaurus |
|  |              |

|  | Argentinosaurus                                                                             |
|  |                                                                                             |
|  | \| \| Notocolossus \| \| \| \| \| \| Patagotitan \| \| \| \| \| \| Puertasaurus \| \| \| \| |
|  |                                                                                             |
|  | Notocolossus                                                                                |
|  |                                                                                             |
|  | Patagotitan                                                                                 |
|  |                                                                                             |
|  | Puertasaurus                                                                                |
|  |                                                                                             |

|  | Notocolossus |
|  |              |
|  | Patagotitan  |
|  |              |
|  | Puertasaurus |
|  |              |

|  | Argentinosaurus                                                                             |
|  |                                                                                             |
|  | \| \| Notocolossus \| \| \| \| \| \| Patagotitan \| \| \| \| \| \| Puertasaurus \| \| \| \| |
|  |                                                                                             |
|  | Notocolossus                                                                                |
|  |                                                                                             |
|  | Patagotitan                                                                                 |
|  |                                                                                             |
|  | Puertasaurus                                                                                |
|  |                                                                                             |

|  | Notocolossus |
|  |              |
|  | Patagotitan  |
|  |              |
|  | Puertasaurus |
|  |              |

|  | Argentinosaurus                                                                             |
|  |                                                                                             |
|  | \| \| Notocolossus \| \| \| \| \| \| Patagotitan \| \| \| \| \| \| Puertasaurus \| \| \| \| |
|  |                                                                                             |
|  | Notocolossus                                                                                |
|  |                                                                                             |
|  | Patagotitan                                                                                 |
|  |                                                                                             |
|  | Puertasaurus                                                                                |
|  |                                                                                             |

|  | Notocolossus |
|  |              |
|  | Patagotitan  |
|  |              |
|  | Puertasaurus |
|  |              |

|  | Argentinosaurus                                                                             |
|  |                                                                                             |
|  | \| \| Notocolossus \| \| \| \| \| \| Patagotitan \| \| \| \| \| \| Puertasaurus \| \| \| \| |
|  |                                                                                             |
|  | Notocolossus                                                                                |
|  |                                                                                             |
|  | Patagotitan                                                                                 |
|  |                                                                                             |
|  | Puertasaurus                                                                                |
|  |                                                                                             |

|  | Notocolossus |
|  |              |
|  | Patagotitan  |
|  |              |
|  | Puertasaurus |
|  |              |

|  | BIBE 45854 (cf. Alamosaurus)                                     |
|  |                                                                  |
|  | Futalognkosaurus                                                 |
|  |                                                                  |
|  | \| \| Austroposeidon \| \| \| \| \| \| Mendozasaurus \| \| \| \| |
|  |                                                                  |
|  | Austroposeidon                                                   |
|  |                                                                  |
|  | Mendozasaurus                                                    |
|  |                                                                  |

|  | Austroposeidon |
|  |                |
|  | Mendozasaurus  |
|  |                |

|  | BIBE 45854 (cf. Alamosaurus)                                     |
|  |                                                                  |
|  | Futalognkosaurus                                                 |
|  |                                                                  |
|  | \| \| Austroposeidon \| \| \| \| \| \| Mendozasaurus \| \| \| \| |
|  |                                                                  |
|  | Austroposeidon                                                   |
|  |                                                                  |
|  | Mendozasaurus                                                    |
|  |                                                                  |

|  | Austroposeidon |
|  |                |
|  | Mendozasaurus  |
|  |                |